# Regiunea Ismail
Regiunea Ismail (în ucraineană Ізмаїльська область, transliterat: Izmail'ska oblast') a fost una dintre regiunile Ucrainei sovietice între 7 august 1940 și 15 februarie 1954. Teritoriul său cuprindea exact Bugeacul (sudul Basarabiei) și avea o supreafață de 12.400 km². În momentul înființării sale, în regiune trăiau 18,3 % români și 11% ucraineni, precum și importate comunități de bulgari, ruși (în bună parte lipoveni), găgăuzi și germani basarabeni, dar aceștia din urmă au fost alungați în toamna anului 1940, în conformitate cu pactul Hitler-Stalin, pe teritoriul de azi al Poloniei (de unde au fugit în 1945 fiind instalați în actualul land Baden-Württemberg).
Regiunea a purtat inițial denumirea de Regiunea Akkerman (în ucraineană Акерманська область, transliterat: Akermans'ka oblast', orașul Cetatea Albă fiind până în 1945 denumit „Akkerman” atât de turci cât și de ruși, această localitate fiind inițial și reședința regiunii). La 1 decembrie 1940 reședința regiunii a fost mutată la Ismail. La data de 15 februarie 1954 regiunea a fost desființată și raioanele sale au fost alipite regiunii Odesa. De atunci, Odesa este cea mai mare regiune din Ucraina.

## Subdiviziuni

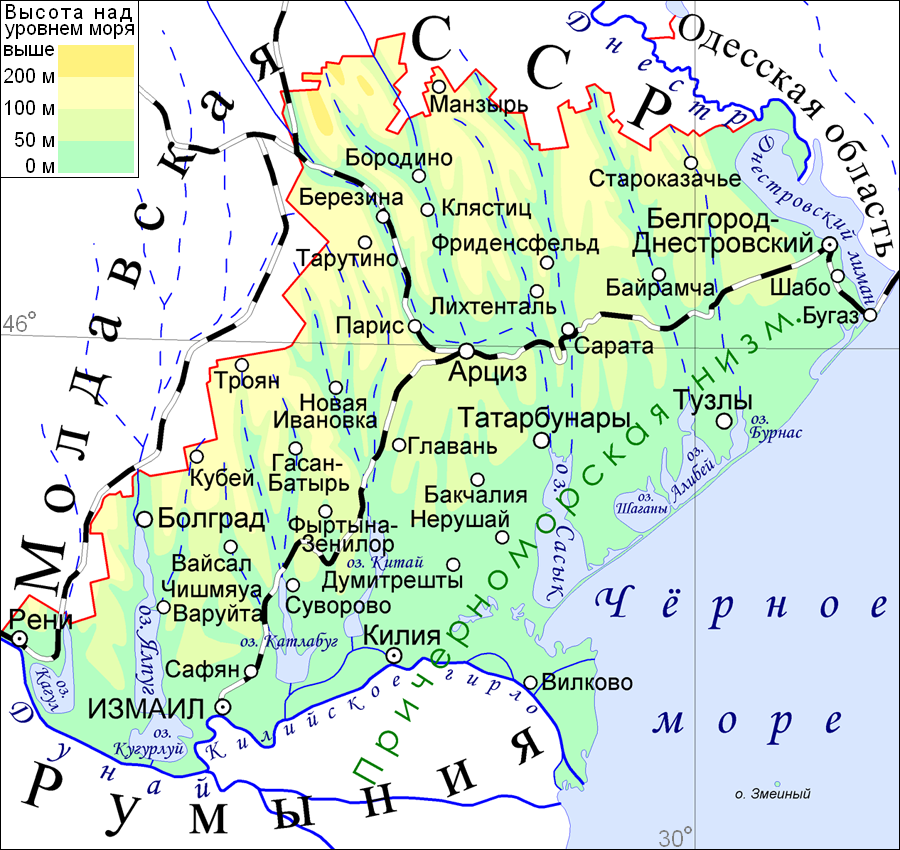
Harta fizico-administrativă a fostei regiuni, cu denumirile nerusificate și neucrainizate încă la acea perioadă.

Din punct de vedere administrativ regiunea era divizată în 13 raioane:
1. Raionul Arciz
2. Raionul Bolgrad
3. Raionul Borodino
4. Raionul Chilia
5. Raionul Limansk
6. Raionul Novoivanovka
7. Raionul Reni
8. Raionul Sărata
9. Raionul Starokazațk
10. Raionul Suvorov
11. Raionul Tarutino
12. Raionul Tatarbunar
13. Raionul Tuzla